# Exochus posticus
Exochus posticus là một loài tò vò trong họ Ichneumonidae.